# بازداشتگاه

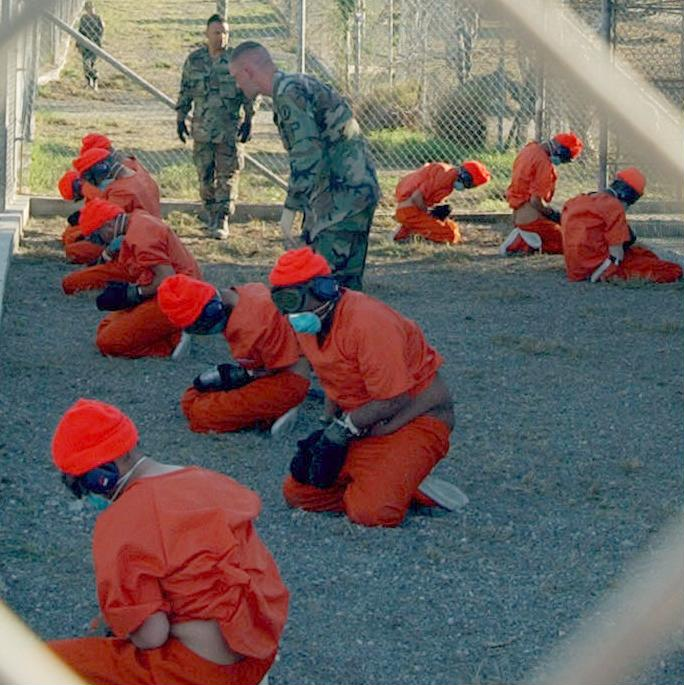
تصویری از لحظه ورود زندانیان موسوم به «دشمنان متخاصم» در بازداشتگاه گوانتانامو

بازداشتگاه مکانی است که برای بازداشتِ افراد استفاده می‌شود. در آیین‌نامه اجرایی سازمان زندانها و اقدامات تأمینی و تربیتی کشور (مصوب ۲۰/۹/۸۴) بازداشتگاه اینگونه تعریف شده‌است: بازداشتگاه، محل نگهداری متهمانی است که با قرار کتبی مقام‌های صلاحیت‌دار قضائی تا اتخاذ تصمیم نهایی به آنجا معرفی می‌شوند.
در همین آئین‌نامه در تعریف زندان آمده‌است: زندان محلی است که در آن محکومانی که حکم آنان قطعی شده‌است با معرفی مقامات قضایی صلاحیت‌دار قضایی و قانونی برای مدت معین یا به‌طور دایم به منظور تحمل کیفر، با هدف حرفه‌آموزی، بازپروری و بازسازگاری نگهداری می‌شوند.